# Wereldbeker schaatsen 2012/2013 - Wereldbeker 2
De Wereldbeker schaatsen 2012/2013 Wereldbeker 2 was de tweede wedstrijd van het Wereldbekerseizoen die op 24 en 25 november 2012 plaatsvond op de IJsbaan van Kolomna in Kolomna, Rusland.

## Tijdschema
| Datum                | Tijd  | Onderdeel                                       |
| -------------------- | ----- | ----------------------------------------------- |
| Zaterdag 24 november | 13:00 | 1500 m vrouwen 5000 m mannen massastart vrouwen |
| Zondag 25 november   | 13:00 | 1500 m mannen 3000 m vrouwen massastart mannen  |

## Belgische deelnemers
| Afstand    | Geslacht | Deelnemers, A- of B-groep | Deelnemers, A- of B-groep | Deelnemers, A- of B-groep | Deelnemers, A- of B-groep | Deelnemers, A- of B-groep | Deelnemers, A- of B-groep |
| ---------- | -------- | ------------------------- | ------------------------- | ------------------------- | ------------------------- | ------------------------- | ------------------------- |
| 1500m      | Mannen   | Bart Swings               | A                         |                           |                           |                           |                           |
| 1500m      | Vrouwen  | Jelena Peeters            | B                         |                           |                           |                           |                           |
|            |          |                           |                           |                           |                           |                           |                           |
| 5000m      | Mannen   | Bart Swings               | A                         | Maarten Swings            | B                         | Ferre Spruyt              | B                         |
| 3000m      | Vrouwen  | Jelena Peeters            | B                         |                           |                           |                           |                           |
| Massastart | Mannen   | Bart Swings               | A                         | Ferre Spruyt              | A                         | Maarten Swings            | B                         |
| Massastart | Vrouwen  |                           |                           |                           |                           |                           |                           |

De beste Belg per afstand is vet gezet

## Nederlandse deelnemers
| Afstand    | Geslacht | Deelnemers, A- of B-groep | Deelnemers, A- of B-groep | Deelnemers, A- of B-groep | Deelnemers, A- of B-groep | Deelnemers, A- of B-groep | Deelnemers, A- of B-groep | Deelnemers, A- of B-groep | Deelnemers, A- of B-groep | Deelnemers, A- of B-groep | Deelnemers, A- of B-groep |
| ---------- | -------- | ------------------------- | ------------------------- | ------------------------- | ------------------------- | ------------------------- | ------------------------- | ------------------------- | ------------------------- | ------------------------- | ------------------------- |
| 1500m      | Mannen   | Kjeld Nuis                | A                         | Renz Rotteveel            | A                         | Koen Verweij              | A                         | Maurice Vriend            | A                         | Rhian Ket                 | B                         |
| 1500m      | Vrouwen  | Lotte van Beek            | A                         | Marije Joling             | A                         | Marrit Leenstra           | A                         | Laurine van Riessen       | A                         | Linda de Vries            | B                         |
|            |          |                           |                           |                           |                           |                           |                           |                           |                           |                           |                           |
| 5000m      | Mannen   | Jorrit Bergsma            | A                         | Ted-Jan Bloemen           | A                         | Jan Blokhuijsen           | A                         | Bob de Jong               | A                         | Sven Kramer               | A                         |
| 3000m      | Vrouwen  | Marije Joling             | A                         | Antoinette de Jong        | A                         | Diane Valkenburg          | A                         | Linda de Vries            | A                         | Annouk van der Weijden    | A                         |
|            |          |                           |                           |                           |                           |                           |                           |                           |                           |                           |                           |
| Massastart | Mannen   | Jorrit Bergsma            | A                         | Christijn Groeneveld      | A                         | Arjan Stroetinga          | A                         |                           |                           |                           |                           |
| Massastart | Vrouwen  | Mariska Huisman           | Mariska Huisman           |                           |                           |                           |                           |                           |                           |                           |                           |

De beste Nederlander per afstand is vet gezet

## Podia

### Mannen
| Wedstrijd  | Goud                     | Tijd    | Zilver                    | Tijd    | Brons                         | Tijd    |
| 1500 m     | Koen Verweij Nederland   | 1.45,56 | Bart Swings België        | 1.45,77 | Brian Hansen Verenigde Staten | 1.45,91 |
| 5000 m     | Sven Kramer Nederland    | 6.10,62 | Jan Blokhuijsen Nederland | 6.11,97 | Jorrit Bergsma Nederland      | 6.13,08 |
| Massastart | Jorrit Bergsma Nederland | 40 pnt. | Ewen Fernandez Frankrijk  | 22 pnt. | Alexis Contin Frankrijk       | 10 pnt. |

### Vrouwen
| Wedstrijd  | Goud                        | Tijd    | Zilver                      | Tijd    | Brons                     | Tijd    |
| 1500 m     | Marrit Leenstra Nederland   | 1.55,03 | Jekaterina Sjichova Rusland | 1.55,52 | Christine Nesbitt Canada  | 1.56,16 |
| 3000 m     | Claudia Pechstein Duitsland | 4.02,31 | Martina Sáblíková Tsjechië  | 4.02,46 | Marije Joling Nederland   | 4.03,90 |
| Massastart | Kim Bo-reum Zuid-Korea      | 31 pnt. | Ivanie Blondin Canada       | 19 pnt. | Mariska Huisman Nederland | 15 pnt. |